# Ge geta
Ge geta är en fjärilsart som beskrevs av De Nicéville 1895. Ge geta ingår i släktet Ge och familjen tjockhuvuden. Inga underarter finns listade i Catalogue of Life.